# Chlordiazepoxid
Chlordiazepoxid ist ein Arzneistoff aus der Gruppe der lang wirksamen Benzodiazepine. Seine Halbwertszeit beträgt 5 bis 30 Stunden, die seines aktiven Hauptmetaboliten Demoxepam 8 bis 24 Stunden.

## Geschichte
Chlordiazepoxid wurde Mitte der 1950er Jahre von Leo Sternbach als erstes Benzodiazepin synthetisiert. Die Synthese war Teil einer Arbeit an der Farbstoffklasse der Chinazolin-3-oxide. Seine schlaffördernde, angstlösende und muskelentspannende Wirkung wurde 1957 bei Tierversuchen entdeckt. Es wurde 1960 als erstes Benzodiazepin von Hoffmann-La Roche auf den Markt gebracht.

## Anwendungsgebiete
Chlordiazepoxid wird verwendet zur symptomatischen Behandlung akuter und chronischer Spannungs-, Erregungs- und Angstzustände. Die Anwendung bei durch Spannung, Erregung und Angst ausgelösten, behandlungsbedürftigen Schlafstörungen ist nur mit Einschränkung angezeigt, da die Benzodiazepin-Wirkung aufgrund der langen Halbwertszeit auch tagsüber besteht. Es kann schon nach kurzer Anwendung zu einer psychischen und körperlichen Abhängigkeit kommen. Die Wirkung ist, wie bei anderen Benzodiazepinen, symptomatisch und nicht kausal.
Der Arzneistoff Chlordiazepoxid unterliegt in der Bundesrepublik Deutschland der Gesetzgebung des Betäubungsmittelgesetzes (BtMG). Er wurde in die Anlage III (verkehrsfähige und verschreibungsfähige Betäubungsmittel) aufgenommen. Ausgenommen sind Zubereitungen, die ohne einen weiteren betäubungsmittelrechtlich regulierten Stoff je abgeteilte Form bis zu 25 mg Chlordiazepoxid enthalten; sie können ohne Betäubungsmittelrezept verordnet werden.

## Pharmakokinetik
Chlordiazepoxid ist eine Prodrug. Durch die Abspaltung der Methylaminogruppe und anschließender Oxidation wird es zum eigentlichen Wirkstoff Demoxepam verstoffwechselt.

## Handelsnamen
Monopräparate
Librium (D), Multum (D), Radepur (D)
Kombinationspräparate
Limbatril (D), Librax (CH), Librocol (CH), Limbitrol (CH)